# 艾瑞·卡爾
艾瑞·卡爾（Eric Carle、1929年6月25日—2021年5月23日），美國設計師、插畫家、兒童繪本作家和兒童文學作家。他最有名的作品是他用拼貼技法創作的《好餓的毛毛蟲》，截至2014年，已經被翻譯成超過60種語言，並在世界各地售出3千8百萬本。自從1969年以來，他已經創作超過70本書籍，由於對美國兒童文學貢獻，在2003年贏得了蘿拉·英格斯·懷德獎。

## 作品
- 好餓的毛毛蟲 （ISBN 9789577620989）, 1997年9月1日出版，出版社：上誼文化，作者：艾瑞·卡爾。[7]

- 你看到我的貓嗎？（ISBN 9799577623217）, 2003年1月1日出版，出版社：上誼文化，作者：艾瑞·卡爾。[8]

- 海馬先生（ISBN 9789577623805）, 2004年9月1日出版，出版社：上誼文化，作者：艾瑞·卡爾。[9]

- 畫了一匹藍馬的畫家（ISBN 9789577625243）, 2012年8月1日出版，出版社：上誼文化，作者：艾瑞·卡爾。[10]

## 文獻
1. ↑  The Very Hungry Caterpillar作者Eric Carle離世　享年91歲 （页面存档备份，存于）-明報新聞網[2021年05月27日]
2. ↑  . The Eric Carle Museum of Picture Book Art.   [May 2, 2020]. （原始内容存档于2021-03-02）.
3. ↑  林煇智. . 联合早报.   [2021-05-27]. （原始内容存档于2021-05-27） （中文）.
4. ↑  KABC. . ABC7 Los Angeles. 2021-05-26  [2021-05-27]. （原始内容存档于2021-05-27） （英语）.
5. ↑  "Laura Ingalls Wilder Award, Past winners" （页面存档备份，存于）. Association for Library Service to Children (ALSC). American Library Association (ALA).

  "About the Laura Ingalls Wilder Award" （页面存档备份，存于）. ALSC. ALA. Retrieved 2013-03-09.
6. ↑  . ALSC. ALA. 2003  [2013-06-10]. （原始内容存档于2004-02-16）.
7. ↑  .   [2016-01-07]. （原始内容存档于2017-08-28）.
8. ↑  .   [2016-01-08]. （原始内容存档于2016-04-01）.
9. ↑  .   [2016-01-07]. （原始内容存档于2016-03-25）.
10. ↑  .   [2016-01-08]. （原始内容存档于2016-03-04）.

- "Biographical Notes for Eric Carle". The Official Eric Carle Web Site.

- Bernstein, Fred A. . The New York Times. December 13, 2007  [2013-07-21]. （原始内容存档于2020-10-08）.